# Columbo: Die vergessene Tote
Die vergessene Tote (Originaltitel: Murder, Smoke and Shadows) ist eine erstmals auf ABC gesendete Episode der Kriminalfilm-Reihe Columbo aus dem Jahr 1989. Die deutschsprachige Erstausstrahlung der zweiten Folge der achten Staffel folgte 1991 auf RTL plus. Der US-amerikanische Schauspieler Fisher Stevens verkörpert als Filmregisseur Alex Brady den Gegenspieler von Inspektor Columbo, dargestellt von Peter Falk.

## Handlung
Alex Brady ist ein junger erfolgreicher Filmregisseur mit einer besonderen Vorliebe für Filmtechnik und Spezialeffekte. Leonard Fisher, ein Jugendfreund aus College-Zeiten, reist aus New York City an und stattet Brady nach einer Tour durch das Studio überraschend einen Besuch ab. Der kürzlich verstorbene gemeinsame Freund Buddy hat ihm eine verschollen geglaubte Filmrolle übergeben. Auf den Aufnahmen ist ein Motorradunfall zu sehen, bei dem Fishers Schwester Jenny ums Leben kam. Bislang war Fisher der Überzeugung, das Unglück sei auf dem Weg zu den Dreharbeiten für einen von Brady inszenierten Amateurfilm passiert. Nun wird deutlich, dass Jenny sich bereits am Drehort befand und Brady wegen unterlassener Hilfeleistung eine erhebliche Mitschuld an ihrem Tod trägt. Aus Rache kündigt Fisher an, das brisante Material an die Öffentlichkeit bringen zu wollen. Um Zeit zu gewinnen, möchte Brady einige Gutachter hinzuziehen, die den Film als Fälschung entlarven sollen. Derweil verharrt Fisher in Bradys Atelier auf dem Studiogelände. Trotz vorhergesagten Regenwetters bestellt Brady einen Sprengwagen zur Bewässerung des Filmsets für sein laufendes Projekt und holt Fisher bald darauf ab. Auf dem Weg zu den vermeintlichen Experten hält er unvermittelt an einer Straßenkulisse. In der dunklen Umgebung drängt Brady seinen verängstigten Begleiter in einer Sackgasse an ein zuvor unter Starkstrom gesetztes Eisentor. Anschließend deponiert er Fishers verbrannten Körper am Strand.
Am nächsten Tag sucht Columbo Brady im Atelier auf und überbringt die Nachricht, dass eine unkenntlich gemachte Leiche gefunden wurde. In der Nähe befand sich zudem ein Buch über Bradys Werke mit einer handschriftlich notierten Telefonnummer von dessen Büro, die beim Transport des Toten aus der Jackentasche gefallen sein muss. Brady könne dem Inspektor aber leider nicht weiterhelfen, da er zahlreiche Anrufe erhalte. Während Columbo seine Ermittlungen fortsetzt, bittet Bradys Auftraggeber Mr. Marosco den Regisseur vergeblich, seinen neuen Film früher als geplant fertigzustellen. Danach widmet sich Brady seiner Freundin und Schauspielerin Ruth Jernigan, die während der Dreharbeiten mit dem männlichen Hauptdarsteller geflirtet hat, um ihren Partner eifersüchtig zu machen. Das romantische Beisammensein wird vom Eintreffen des Inspektors unterbrochen. Die Polizei konnte den unbekannten Mann zwischenzeitlich mithilfe eines Reiseschecks im Geldgürtel identifizieren. Brady gibt sich fassungslos und berichtet, Fisher zu kennen, auch wenn er einige Jahre nichts mehr von ihm gehört habe. Überdies räumt er ein, in gewisser Weise für Jennys tragischen Unfall mitverantwortlich zu sein.
Bei der Begehung des Filmsets entdeckt Columbo neben dem Eisentor einen Absatz, der zum Schuh an Fishers Leiche passt. Unterdessen überwirft sich Jernigan mit Brady, nachdem sie herausgefunden hat, dass er die Affäre mit ihrem Filmpartner nur deshalb arrangierte, damit die Liebesszenen realistischer wirken. Der Inspektor erscheint erneut unangemeldet und präsentiert einen Taxifahrer als Zeugen, der Fisher am Tag seiner Ankunft vom Flughafen direkt in das Filmstudio fuhr. Es sei verwunderlich, warum Fisher sich bei Brady nicht gemeldet hat, wenn er doch offenbar nur seinetwegen die lange Reise antrat. Tags darauf hört Columbo in der Studiokantine zufällig eine Unterhaltung zweier Schauspielerinnen mit. Angeblich soll Fisher in Drogengeschäfte verwickelt gewesen sein. Dieser neuen Spur angeblich nachgehend, verabschiedet sich der Inspektor vorerst von Brady. Am Nachmittag trifft sich der Regisseur mit seiner ungeliebten Sekretärin Rose Walker in einem Restaurant, um sie aus ihren Diensten zu entlassen. Die Diskussion nimmt jedoch einen unerwarteten Verlauf, weil Walker ihren Vorgesetzten mit dem Wissen über einen Anruf Fishers erpresst, den Brady der Polizei verschwiegen hat. Daraufhin nimmt dieser die Kündigung zurück und erklärt sich bereit, Walker einen längeren Urlaub zu finanzieren. Später teilt Mr. Marosco ihm mit, er müsse die Produktion nach dem gescheiterten Versuch einer Kosteneinsparung leider einstellen.
Niedergeschlagen von den diversen Rückschlägen kehrt Brady in das Studio zurück. Auf einer großen Leinwand ist der belastende Film mit den damaligen Ereignissen zu sehen, den Columbo unter Mitwirkung der New Yorker Polizei in Fishers Wohnung sicherstellen konnte. Darüber hinaus fand der Inspektor beim Durchsehen des College-Jahrbuches in Bradys Atelier eine Eintrittskarte für eine Studiotour, die nur wenige Minuten nach der Ankunft des Taxis gekauft wurde. Motiv, Mittel und Gelegenheit bringen den Verdächtigen zunehmend in Erklärungsnot. Er wird sich darüber bewusst, dass Columbo ihn mit seinen eigenen Mitteln überführt hat. Als Replik auf das durchschaubare Ablenkungsmanöver mithilfe der eingeweihten Darstellerinnen in der Kantine brachte der Inspektor die Sekretärin dazu, Brady unter Druck zu setzen. Die versuchte Bestechung wertet er als Schuldeingeständnis. Nach einem letzten Versuch, die Aussage Walkers gegen seine eigene zu stellen, muss sich Brady endgültig geschlagen geben: Zwei Kellner, die das Gespräch im Restaurant mitverfolgten, waren verkleidete Polizisten. Die dritte Zeugin ist Jernigan, seine abgewiesene Geliebte.

## Besetzung und Synchronisation
Die deutschsprachige Synchronfassung entstand bei der Alster Studios Synchron.
| Figur                   | Darsteller       | Deutscher Sprecher (Fernsehfassung) | Deutscher Sprecher (Videofassung) |
| ----------------------- | ---------------- | ----------------------------------- | --------------------------------- |
| Lieutenant Columbo      | Peter Falk       | Klaus Schwarzkopf                   | Hans Sievers                      |
| Gaststars               |                  |                                     |                                   |
| Alex Brady              | Fisher Stevens   | Michael Harck                       | Michael Harck                     |
| Ruth „Ruthie“ Jernigan  | Molly Hagan      | Traudel Sperber                     | Traudel Sperber                   |
| Rose Walker             | Nan Martin       | Ingrid van Bergen                   | Ingrid van Bergen                 |
| Leonard „Lenny“ Fisher  | Jeff Perry       | Douglas Welbat                      | Douglas Welbat                    |
| Mr. Marosco             | Steven Hill      | Harald Pages                        | Harald Pages                      |
| Weitere Darsteller      |                  |                                     |                                   |
| Sergeant Burke          | Jerome Guardino  |                                     |                                   |
| Fran                    | Elizabeth Ruscio | Monika Barth                        | Monika Barth                      |
| Phil Crossette          | Al Pugliese      | Klaus Nietz                         | Klaus Nietz                       |
| Stan                    | Time Winters     | Wolfgang Jürgen                     | Wolfgang Jürgen                   |
| Lisa                    | Gayle Harbor     |                                     |                                   |
| Sewell                  | Stewart J. Zully |                                     |                                   |
| Kardarsian              | Avner Garbi      |                                     |                                   |
| Führerin der Studiotour | Meg James        | Gabriele Libbach                    | Gabriele Libbach                  |
| Kellnerin               | Lisa Barnes      |                                     |                                   |

## Produktion
Die Folge Die vergessene Tote zeigt einige selbstironische Anspielungen, in der Columbo die Kritik an der Serie hinsichtlich der altmodischen Erzählweise ohne Actionszenen und Explosionen oder schnellen Perspektivwechsel der Kameras aufnimmt und mit einem Regisseur, dem Mörder, sehr reflektiert und fast unterwürfig seinen Beruf und sein Auftreten genau nach diesen Aspekten bespricht. Der Regisseur schwärmt nahezu von Columbo und seinen Ausführungen über seine typischen kriminalistischen Tätigkeiten, sodass Columbo misstrauisch wird und ihm nachstellt. Am Ende der Folge inszeniert sich Columbo selbst als Regisseur, als er die Lösung des Falls und die Überführung des Täters in den Universal-Studios (in denen die Serie tatsächlich gedreht wurde) präsentiert.

## Rezeption
Die Fernsehzeitschrift TV Spielfilm vergab eine positive Wertung (Daumen hoch): „Eine wahre Perle aus Columbos späten Tagen.“
Das Lexikon des internationalen Films befand: „Film aus der neu aufgelegten Columbo-Serie; ein auf äußere Action verzichtender, routiniert inszenierter Krimi, der sich ironisch mit dem Film-Metier auseinandersetzt und vom Spürsinn des hartnäckigen Fahnders lebt.“
Der Autor Michael Striss wertete mit zwei von vier Sternen (durchschnittlich). Er bemängelte einige Wiederholungen von Motiven früherer Episoden sowie die uninspirierte Besetzung des Gegenspielers: „Einiges hat man in anderen Folgen schon gesehen: Die deutliche Anspielung auf Steven Spielberg gab es bereits in »Teuflische Intelligenz«. Eine zunächst unbekannte Leiche, die am Strand gefunden wird, erinnert an »Tod am Strand«. Ein Buch im Besitz des Toten führte auch in »Waffen des Bösen« zum Täter. Unwahrscheinlich mutet allerdings an, dass Brady, der seinem Opfer sonst alles abnahm, ausgerechnet dieses Buch übersehen haben sollte. […] In der Wahl des blassen Hauptdarstellers Fisher Stevens, der Columbo zu keiner Zeit das Wasser reichen kann, zeigt sich nun aber deutlich der Unterschied zu den durchweg profilierten Schauspielern der alten Serie. Im Film erklärt die langjährige Studiosekretärin Rose den Generationenwechsel so: »Als ich jung war und hier begann, erschienen mir alle Regisseure alt. Nun bin ich alt und die Regisseure schrecklich jung.«“
Der Autor Mark Dawidziak erörterte seine eigenen Ideen zum Drehbuch: Columbo schien Schwierigkeiten zu haben, richtig in die Gänge zu kommen. […] Bill Link und ich tauschten unsere Konzepte 1988 beim Abendessen in einem Hollywood-Restaurant aus. Mein Gedanke war, dass ein Regisseur die Werkzeuge seines Faches nutzen würde, um einen Mord vor aller Augen zu begehen und diesen am Set wie einen Unfall aussehen zu lassen – ein großartig inszenierter Spezialeffekte-Stunt, der furchtbar schiefgelaufen ist. Wer könnte besser als ein Filmregisseur eine solche filmische Illusion schaffen? Bill bevorzugte hingegen den Ansatz von [Richard Alan] Simmons, der meiner Meinung nach mehr in der Umsetzung und weniger konzeptionell scheiterte. Aber nur noch eine Sache, womit ich einen hartnäckigen Charakterzug mit Inspektor Columbo teile: Ich halte meinen Regisseur als Mörder immer noch für eine raffinierte Idee.“
Der Komponist Patrick Williams war 1989 für einen Emmy in der Kategorie Outstanding Achievement in Music Composition for a Series nominiert.